# 二十世紀が丘
二十世紀が丘（にじっせいきがおか）は、千葉県松戸市にある地域である。町名としては以下の7町がある。
- 二十世紀が丘美野里町（にじっせいきがおかみのりちょう）
- 二十世紀が丘丸山町（にじっせいきがおかまるやまちょう）
- 二十世紀が丘萩町（にじっせいきがおかはぎちょう）
- 二十世紀が丘梨元町（にじっせいきがおかなしもとちょう）
- 二十世紀が丘中松町（にじっせいきがおかなかまつちょう）
- 二十世紀が丘戸山町（にじっせいきがおかとやまちょう）
- 二十世紀が丘柿の木町（にじっせいきがおかかきのきちょう）

正しい読みは「にじっせいきがおか」であるが、「にじゅっせいきがおか」と表記する例も見られる。

## 概要
松戸市南西部に位置し、1970年代にベッドタウンとして造成が行われた。1991年の北総線開通以降は、都心方面へのアクセスが向上したこともあり、さらに開発に弾みがついた。
「二十世紀が丘」を冠称する7町は1981年（昭和56年）の町名地番整理により成立したもので、それ以前は大字松戸及び大橋の各一部であった。
なお、南部に位置する北国分駅周辺（市川市堀之内）の一部も含めて「二十世紀が丘」と呼ぶこともあり、すばる書店・サイクルベースあさひなど、一部店舗は市川市内にありながら二十世紀が丘店と名乗っている。

### 地価
住宅地の地価は、2017年（平成29年）1月1日の公示地価によれば、二十世紀が丘丸山町24番の地点で13万7000円/m2となっている。

### 地図・郵便番号等
郵便番号と地図は以下の通りである。
| 町丁                 | 郵便番号 | 地図                                                                      |
| -------------------- | -------- | ------------------------------------------------------------------------- |
| 二十世紀が丘柿の木町 | 271-0088 | 北緯35度46分20.4秒 東経139度54分21.0秒 / 北緯35.772333度 東経139.905833度 |
| 二十世紀が丘萩町     | 271-0086 | 北緯35度46分9.7秒 東経139度54分21.8秒 / 北緯35.769361度 東経139.906056度  |
| 二十世紀が丘美野里町 | 271-0081 | 北緯35度46分21.4秒 東経139度54分29.2秒 / 北緯35.772611度 東経139.908111度 |
| 二十世紀が丘中松町   | 271-0085 | 北緯35度46分13.6秒 東経139度54分33.9秒 / 北緯35.770444度 東経139.909417度 |
| 二十世紀が丘丸山町   | 271-0084 | 北緯35度46分11.8秒 東経139度54分42.4秒 / 北緯35.769944度 東経139.911778度 |
| 二十世紀が丘戸山町   | 271-0082 | 北緯35度46分20.7秒 東経139度54分45.1秒 / 北緯35.772417度 東経139.912528度 |
| 二十世紀が丘梨元町   | 271-0083 | 北緯35度46分17.7秒 東経139度54分58.8秒 / 北緯35.771583度 東経139.916333度 |

## 地名の由来
1888年に当地（現在の二十世紀が丘梨元町）で松戸覚之助が発見した「二十世紀梨」に由来する。また、地区全体が下総台地上の小高い丘に位置するため「丘」を付している。

## 世帯数と人口
2017年（平成29年）11月1日現在の世帯数と人口は以下の通りである。
| 町丁                 | 世帯数    | 人口    |
| -------------------- | --------- | ------- |
| 二十世紀が丘柿の木町 | 263世帯   | 582人   |
| 二十世紀が丘萩町     | 819世帯   | 1,742人 |
| 二十世紀が丘美野里町 | 463世帯   | 1,101人 |
| 二十世紀が丘中松町   | 341世帯   | 778人   |
| 二十世紀が丘丸山町   | 280世帯   | 627人   |
| 二十世紀が丘戸山町   | 341世帯   | 888人   |
| 二十世紀が丘梨元町   | 281世帯   | 624人   |
| 計                   | 2,788世帯 | 6,342人 |

## 小・中学校の学区
市立小・中学校に通う場合、学区は以下の通りとなる。
| 町丁                 | 番地                      | 小学校                 | 中学校                 |
| -------------------- | ------------------------- | ---------------------- | ---------------------- |
| 二十世紀が丘柿の木町 | 1～39番地 112～122番地    | 松戸市立柿ノ木台小学校 | 松戸市立和名ケ谷中学校 |
| 二十世紀が丘柿の木町 | 40～111番地 123～130番地  | 松戸市立柿ノ木台小学校 | 松戸市立第二中学校     |
| 二十世紀が丘萩町     | 78～84番地                | 松戸市立柿ノ木台小学校 | 松戸市立第二中学校     |
| 二十世紀が丘萩町     | その他                    | 松戸市立柿ノ木台小学校 | 松戸市立和名ケ谷中学校 |
| 二十世紀が丘美野里町 | 1～190番地 199～232番地   | 松戸市立柿ノ木台小学校 | 松戸市立和名ケ谷中学校 |
| 二十世紀が丘美野里町 | 191～198番地 233～239番地 | 松戸市立大橋小学校     | 松戸市立和名ケ谷中学校 |
| 二十世紀が丘中松町   | 全域                      | 松戸市立大橋小学校     | 松戸市立和名ケ谷中学校 |
| 二十世紀が丘丸山町   | 1～122番地                | 松戸市立大橋小学校     | 松戸市立和名ケ谷中学校 |
| 二十世紀が丘丸山町   | 123～138番地              | 松戸市立柿ノ木台小学校 | 松戸市立和名ケ谷中学校 |
| 二十世紀が丘戸山町   | 全域                      | 松戸市立大橋小学校     | 松戸市立和名ケ谷中学校 |
| 二十世紀が丘梨元町   | 全域                      | 松戸市立大橋小学校     | 松戸市立和名ケ谷中学校 |

## 地域の公共施設

### 教育施設
- 二十世紀ケ丘保育園
- 柿ノ木台小学校
- 大橋小学校

### 緑地・公園
- 二十世紀公園（二十世紀梨発祥の地・原樹碑、松戸市指定文化財）

### その他
- 松戸二十世紀ケ丘郵便局
- 二十世紀ヶ丘市民センター
- 二十世紀が丘消防署
- JRアパート

### 道路
- 県道松戸原木線（旧・市川松戸有料道路）
- 国道464号
- とちのき通り

### 周辺
- 国道6号（水戸街道）
- 北国分駅
- 松戸市役所矢切支所
- 和名ヶ谷クリーンセンター・スポーツセンター（温水プール等）
- 一条会病院
- 本源寺
- 松戸車両センター（JR常磐線の車両基地）
  - その他北国分駅周辺の施設に関しては、北国分駅周辺の項も参照のこと。

## 国分川分水路トンネル水没事故
1991年9月19日、台風18号の影響でとちのき通り下に建設中であった国分川分水路に水が流れ込み、トンネル内にいた作業員7名が亡くなる事故が発生した。当時、工事事務所および作業所は梨元町（大橋小学校裏側）にあり、周辺には連日大勢のマスコミ関係者が駆けつけ報道にあたった。これに連動し翌日には萩町のとちのき通りが一部陥没し、住民が避難する事態となった。

## 交通機関
- 北総鉄道北総線 北国分駅（二十世紀が丘交差点より南方約900m）
- 京成バス松戸営業所 [松52][松54][松55]（松戸駅～北国分駅～聖徳学園・市川駅）
- 松戸新京成バス [4][4B]（松戸駅東口～新東京病院・三矢小台）